# Brestov (okres Humenné)
Brestov je obec na Slovensku v okrese Humenné. Žije zde 569 obyvatel, první písemná zmínka pochází z roku 1567.
Nachází se zde římskokatolický kostel Ducha svatého.